# 朴主永
朴主永（韓語：박주영，1985年7月10日—）。韩国足球运动员，司职前鋒，現時效力K聯賽1球隊蔚山现代。他曾是韓國國家男子足球隊隊員。

## 球会生涯

### FC首爾
2005年，朴主永在FC首爾出道，他19歲首次進入國家隊，20歲即成為K聯賽神射手，2005年被選為韓職最有價值球員。2006年，21歲的朴主永參加德國世界盃前，是公認的十大最值得期待的新星之一。

### 摩納哥
職業生涯於2008年發生下滑之際，朴主永成功登陸法甲加盟摩納哥並把握住命運，以出色的傳球和自由球功夫坐穩摩納哥主力前鋒的位置。朴主永在摩納哥効力了三個球季，其中在2010/11年球季朴主永為球隊在聯賽出場33次射入12球，但該球季摩納哥最終從法甲降班。

### 阿仙奴
2011年8月30日，朴主永以400萬鎊轉會費加盟英超球队阿森纳，簽約2年，披上9號球衣，但朴主永轉投阿仙奴後表現下滑，只為阿仙奴在英超上陣七分鐘，即使被外借至西甲球隊切爾達及英甲球隊屈福特，仍未能重拾狀態，2014年更被會方棄用。

### 艾沙巴布
2014年10月1日，朴主永加盟沙特職業足球聯賽球隊艾沙巴布。

### 重返FC首爾
2015年3月15日，朴主永回歸成名地FC首爾，再續前緣，簽約3年，藉此解決球隊火力疲弱的毛病。
2016年11月6日，賽前同分、分列首、次名的全北現代汽車與FC首爾進行終極一戰，59分鐘，後備入替的朴主永接應尹日錄的傳送，在對手後衛力逼下仍能快一步起腳破網。FC首爾以1:0取勝，賽後累積70分封王。

### 蔚山现代
2022年球季，朴主永加盟蔚山现代。

## 国家队生涯
作為国家當时的最耀眼新星，他參加了2006年德國世界盃，但未能取得入球。
2010年南非世界盃，朴主永身穿10号球衣，打满三场小组赛。雖然他在对阵阿根廷的比赛中打入烏龙球，但在小组赛最后一场对阵尼日利亚的比赛中，他成功射入当届世界杯第一个直接任意球破门将功补過。最後，韩国以2比2赛和尼日利亞，成功在小组出线。

## 踢球风格
速度是他最大的武器，曾在11秒內完成100米跑，而且是主射罰球的專家，有超強的破關能力，並且有令人驚歎的創造力，不時能夠送出致命傳球，協助隊友取得入球進帳。

## 榮譽
蔚山現代
- K聯賽1：2022

FC 首爾
- K聯賽1：2016
- 韓國足協盃：2015
- 韓國聯賽盃：2006

摩納哥
- 法國盃亞軍：2009–10

韓國 U20
- 亞足聯U-19錦標賽：2004[4]

韓國 U23
- 奧運銅牌：2012[5]
- 亞洲運動會銅牌：2010

韓國
- 東亞足球錦標賽：2008

個人
- 亞足聯U-19錦標賽最有價值球員：2004[4]
- 亞足聯U-19錦標賽神射手：2004[4]
- Asian Young Footballer of the Year: 2004[6]
- K聯賽 Young Player of the Year: 2005[7]
- K聯賽1 Best XI：2005[7]
- 東亞足球錦標賽神射手：2008[8]
- 韓國年度入球：2008, 2012[9][10]

## 外部連結
- 朴主永的Instagram帳戶
- AS MONACO FOOTBALL CLUB – OFFICIAL SITE – Team[永久]
- K-League Official Website : Player Profile[永久] 
- National Team Player Record 
- France Football League Player Profile （页面存档备份，存于）
- FIFA Player Statistics （页面存档备份，存于）
- Club & Country Statistics （页面存档备份，存于）